# 그녀의 암캐
그녀의 암캐는 대한민국의 웹툰 작가 피토가 2015년 2월부터 2016년 10월까지 레진코믹스에 연재한 금요일 웹툰이다. 학교를 배경으로 한 백합물이다.

## 줄거리
학창 시절, 괴롭힘을 당하고 있던 자신을 구해준 은인 <이소하>. 오로지 그녀를 만나겠다는 일념 하나로 비도고에 오게 된 <서가윤>은 첫 만남, 그토록 바라던 그녀와의 만남에서 의미 모를 <이소하>의 눈물을 마주한다. 그리고는 자신에게 주어지는 친절, 다정함, 상냥함. 그러던 중 자신을 괴롭히던 <전유림>을 다시 만나게 되고 좌절에 빠져 있던 중, 그녀 <이소하>는 다시 자신을 구해주게 된다. 첫사랑, 그래서 더 주고 싶은 감정. 그녀는 자신이 <이소하>의 희망이 되어주기로 다짐했다.

## 등장인물
- 서가윤
- 이소하
- 전유림

중학교 때부터 서가윤을 괴롭혀왔으며, 고등학교에서 우연히 재회한 이후에도 괴롭힐 기회를 노리고 있다. 이소하에게는 찍소리도 못하는데, 중학교 시절 서가윤을 계속 괴롭히다가 이소하에게 맞고 꼬리를 만 이후로 이소하가 적극적으로 일진들을 소탕하기 시작하면서 몇 번이나 진 것 같다.복싱도 했기 때문에 주먹싸움에서는 육상부인 이소하에게 밀릴 이유가 없지만, 본인의 발언에서 미루어보면 이소하의 박력에 꼬리를 내린 모양.
짧은 적발에 삼백안이라는 위협적인 인상의 캐릭터. 그러나 체구는 이소하보다 작은 편이다.  
- 유솔
- 연수정
- 한호랑
- 박민지
- 박서영
- 진하늘